# Katharinenkapelle (Hechlingen)
Die Katharinenkapelle, auch Kappl genannt, war  ein spätgotischer, als Wallfahrtskirche genutzter Sakralbau auf einer Erhebung bei Hechlingen am See, einem Gemeindeteil von Heidenheim im mittelfränkischen Landkreis Weißenburg-Gunzenhausen, (Bayern).

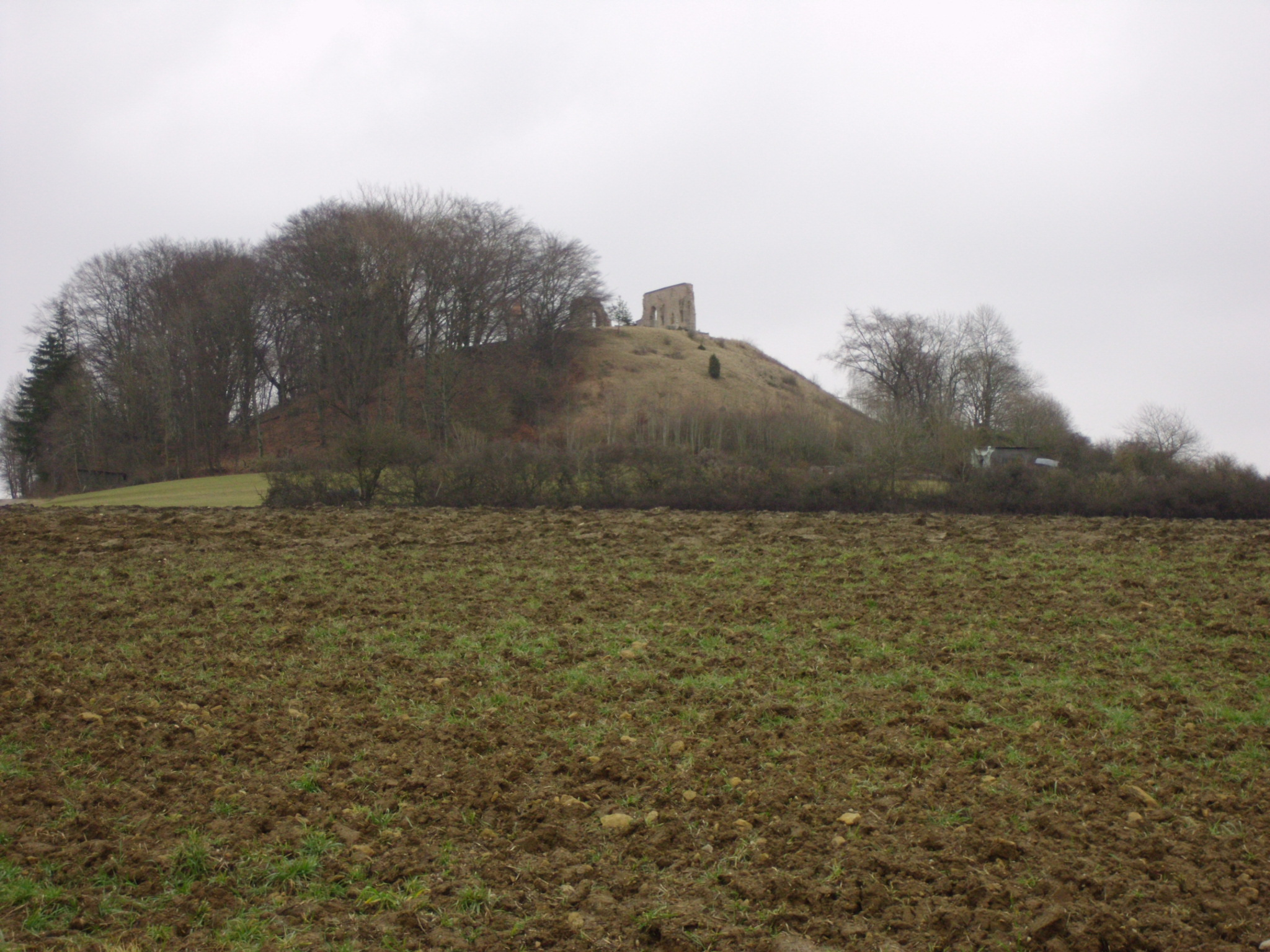
Kapellbuck mit der Ruine der Katharinenkapelle

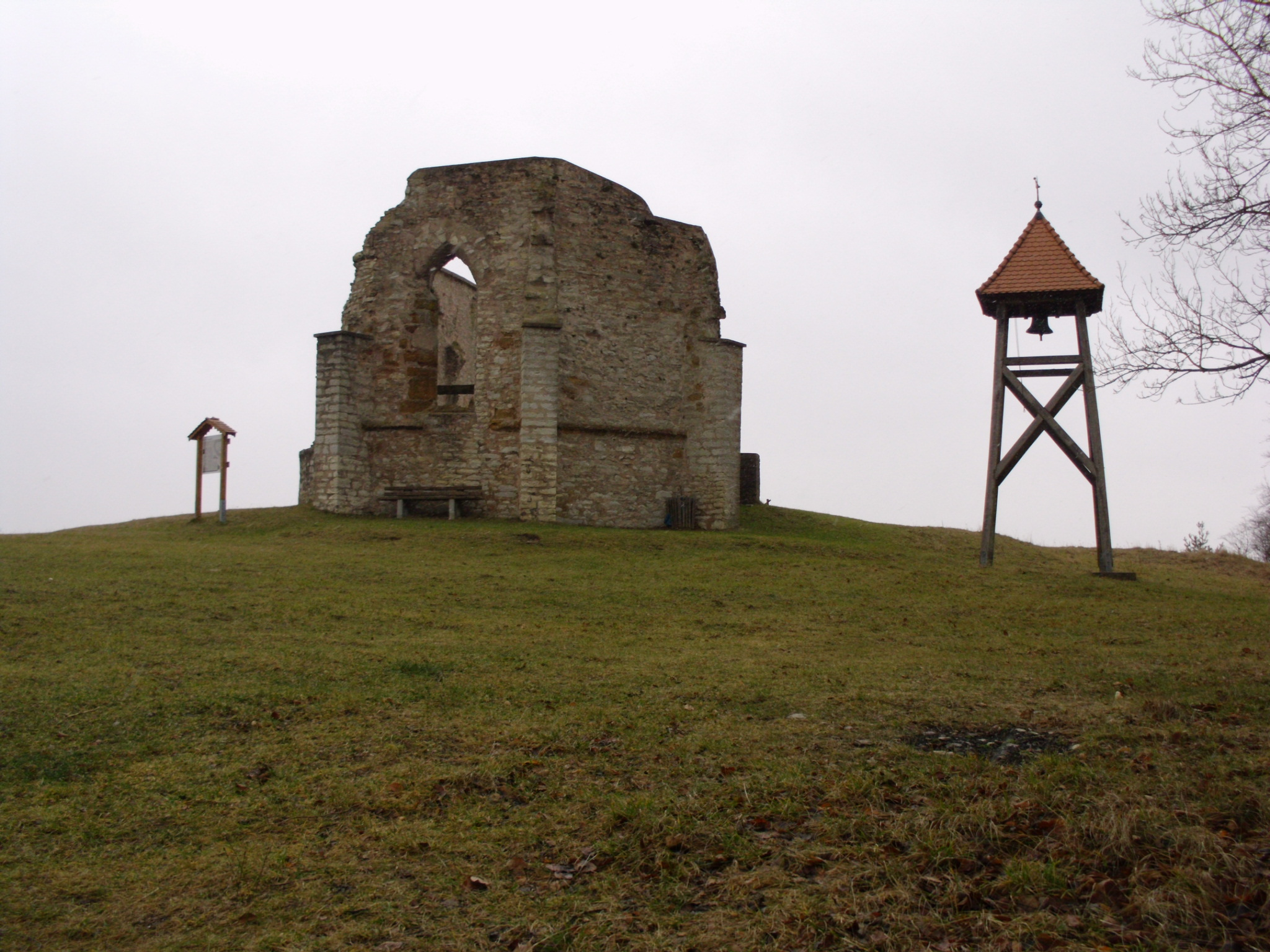
Ruine der Katharinenkapelle mit dem Glockenturm und Info-Tafel

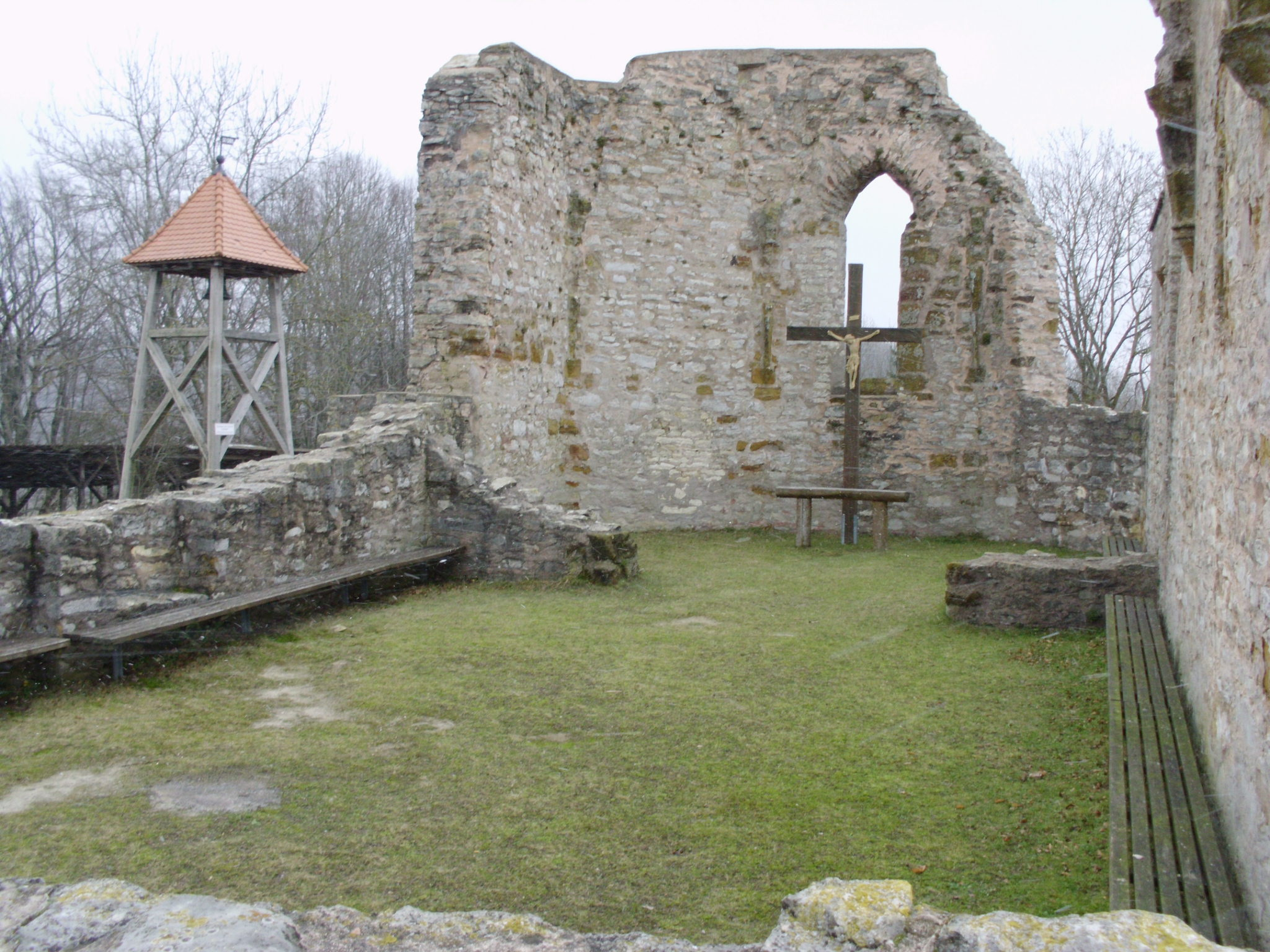
Ruine der Katharinenkapelle, Blick nach Osten

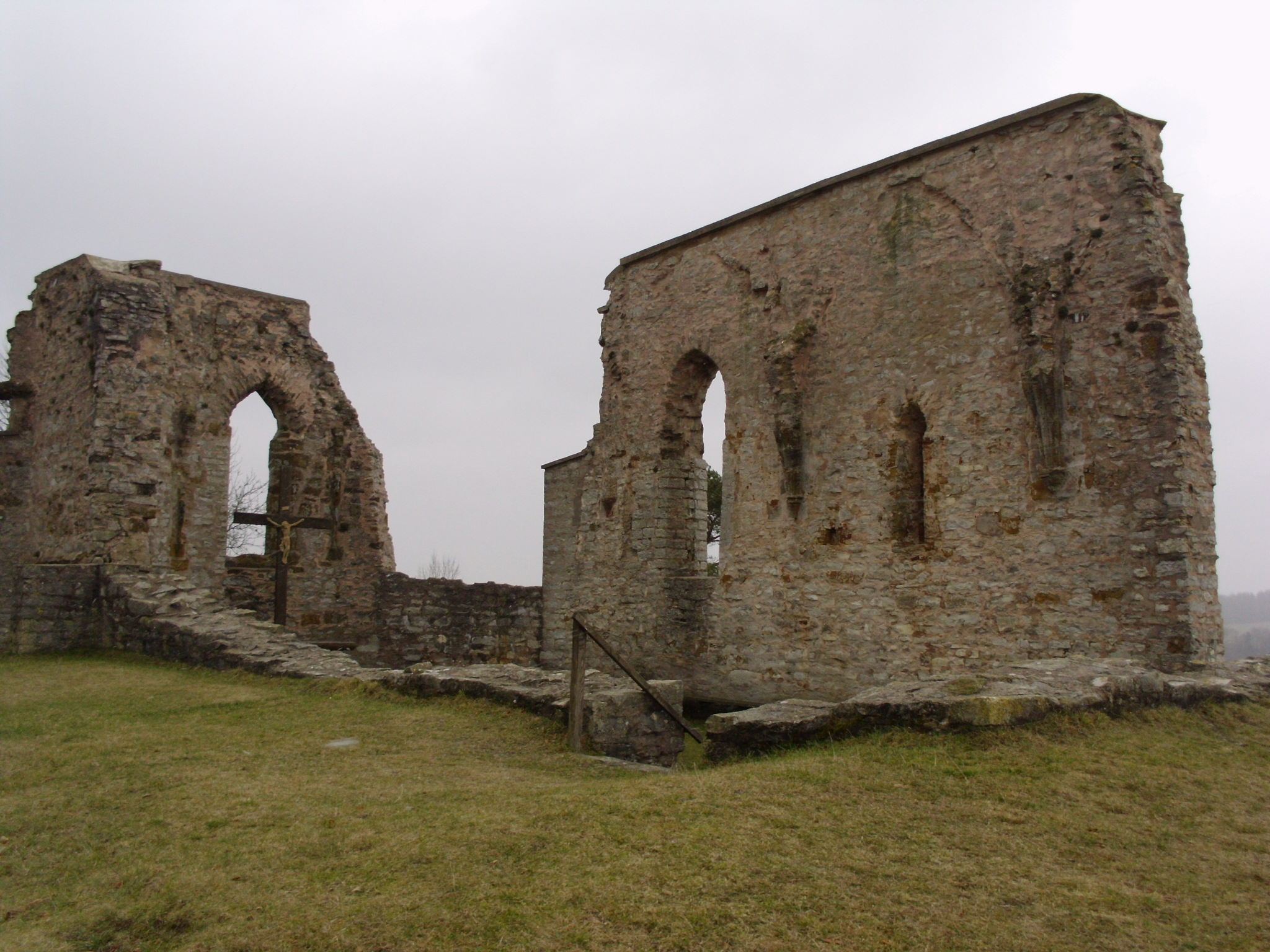
Ruine der Katharinenkapelle

## Lage
Die Ruine steht auf dem Kappelbuck (Kapellenberg; 585,5 m ü. NHN), einem flachen Hügel nordöstlich vom Heidenheimer Gemeindeteil Hechlingen im mittelfränkischen Landkreis Weißenburg-Gunzenhausen. Ihre markante Silhouette ist ein prägendes Element der Landschaft um Hechlingen.

## Beschreibung
Die Kapelle, ein einschiffiger Bau von drei Jochen und einem Chorschluss in fünf Seiten des Achtecks, war 20 Meter lang und zehn Meter breit. Die Ostwand des Chores und die Südwand des Langhauses mit der Südwestecke der Kapelle sind noch bis zu einer Höhe von circa vier Metern erhalten. Rippenansätze zeigen, dass die Kapelle ein Netzgewölbe besaß. Die Kirche war aus Kalkbruchstein hochgezogen. Rippen, Konsolen und Fenstergewände waren aber aus gelbem Sandstein gehauen.
Nördlich der Ruine wurde 1999 ein hölzerner Glockenturm errichtet. Das „Glöcklein“ stammt vom ursprünglichen Turm der Katharinenkapelle.
Die Kapelle ist vom Bayerischen Landesamt für Denkmalpflege als Baudenkmal (D-5-77-140-43) und als Bodendenkmal (D-5-7030-0048) ausgewiesen.

## Geschichte
Erstmals urkundlich erwähnt wurde die Kapelle 1457, als der Eichstätter Bischof Johann III. von Eych eine Frühmess-Stiftung bestätigte; die Stilformen weisen sie als einen Bau aus der ersten Hälfte des 15. Jahrhunderts und somit der Spätgotik aus. Martin Winter vermutet, dass die Enhöfer, ein niederes Adelsgeschlecht, die Ruine ihrer Burg auf dem heutigen Kapellbuck dazu heranzog, hier eine Wallfahrtskirche zu errichten. Dass der Sakralbau der hl. Katharina von Alexandrien geweiht war, lässt sich aus dem Umstand erschließen, dass der Berg ihres Standortes 1448 als Sankt-Katharinen-Berg bezeichnet ist. Zudem hieß eine 1364 genannte Enhöferin Katharina. Dass es sich um eine Wallfahrtskirche handelte, lässt sich aus ihrer Lage auf dem Berg und ihrer Größe erschließen. Wahrscheinlich war das Wallfahrtswesen auf den Katharienenberg jedoch nicht sehr ausgeprägt, da weder Stiftungen noch Wunderberichte bekannt wurden. Auch weiß man nichts von einem Gnadenbild.
Auch nach der Reformation Martin Luthers, die in der Markgrafschaft Ansbach 1533 endgültig durchgeführt war, soll die Wallfahrtskirche von vorüberreisenden Katholiken noch besucht worden sein.  Seit 1760 ist die Kapelle Ruine, nachdem Bauern den bis dahin unversehrten Bau als Steinbruch nutzten. Noch 1761 waren Reste von
gotischen Wandgemälden zu sehen. 1880 fiel der Turm bei einem Unwetter ein. Die baufällige Ruine wurde 1887 gestützt, indem man für die abgebrochenen Strebepfeiler neue, jedoch nur halb so hohe anbrachte. Weitere Sanierungsarbeiten fanden 1903 und noch einmal in den 1980er Jahren statt.

## Sonstiges
- 1976 wurden bei einer Sondierungsgrabung vor der Nordfront der Kapelle in zwei Meter Tiefe die Grundmauern von weiteren Gebäuden festgestellt, die Martin Winter der ehemaligen Burg der Ritter von Enhofen zuordnet.[14]
- Jedes Jahr findet an der Kapellenruine das Kapplfest statt.

### Bierkeller

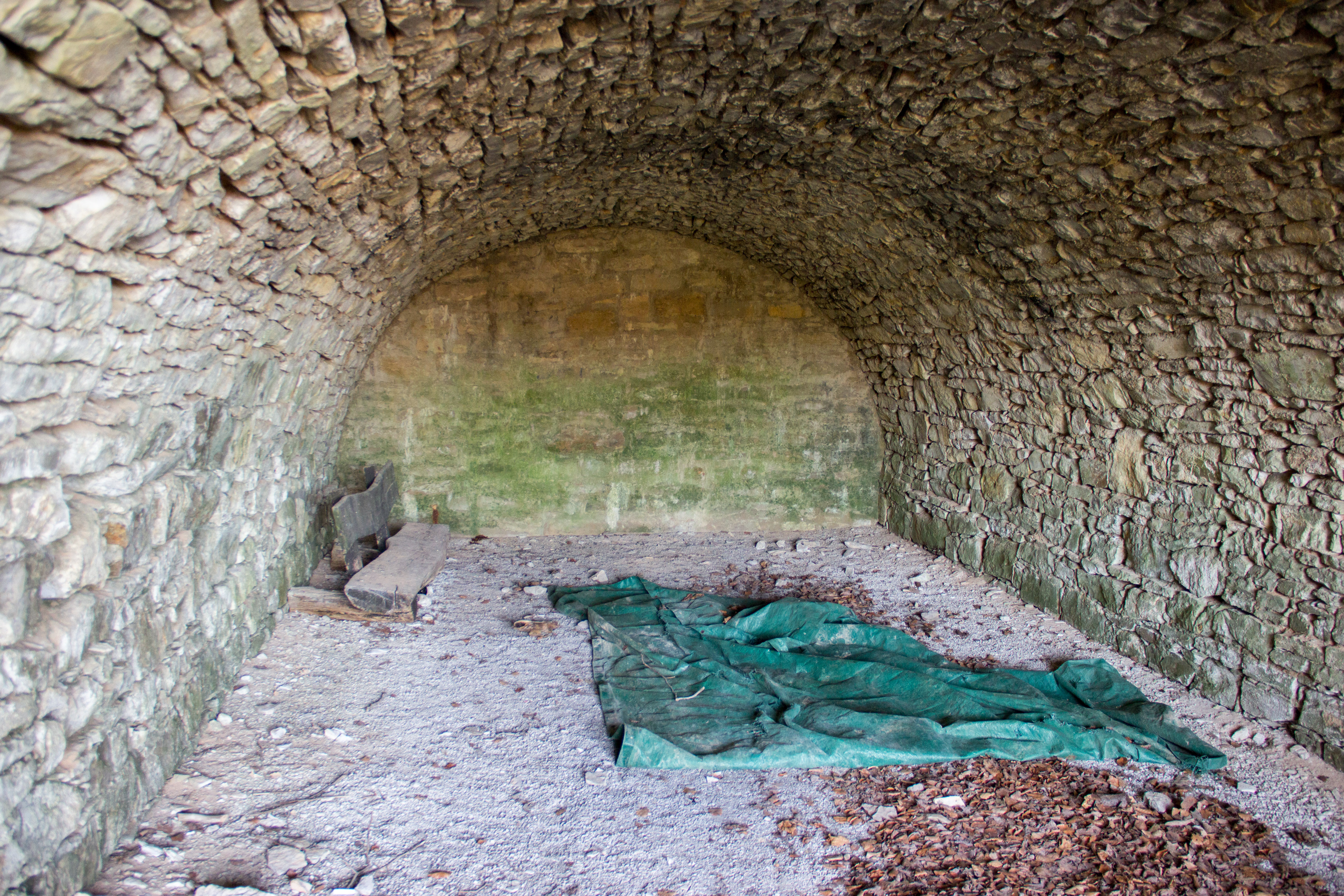
Der Bierkeller

Am Nordhang des „Kapellbucks“ unmittelbar unter der Kapelle befindet sich ein ehemaliger Bierkeller. Der Hechlinger Hohlweg führt vom Ort direkt am Keller vorbei. Der Keller besteht seit Jahrhunderten und die Hechlinger Brauerei Müller lagerte dort ihr Fassbier zur Nachgärung und Ausreife. Im bis etwa 1900 genützten Bierkeller fanden früher zu Pfingsten Kellerfeste statt. Der Fremdenverkehrsverein Hechlingen setzte den verfallenen Keller wieder instand. Etwa zwölf Meter der ehemaligen Anlage sind frei zugänglich.